# Бранко Плеше
Бранко Плеше (Делнице, 12. јануар 1915 — Загреб, 28. март 1980) био је југословенски и хрватски фудбалер, фудбалски репрезентативац и тренер.

## Каријера
Плеше је каријеру започео у млађој категорији ХШК Конкордија, где је играо од 1929. до 1933. године, а за први тим од 1933. до 1935. године. Од средине 1935. године играо је за Грађански, са којим је освојио Првенство Југославије 1937. и 1940. године. За Динамо из Загреба, играо је од његовог оснивања 1945. године и у његовом дресу одиграо 190 званичних утакмица, где је постигао 49 голова, односно 216 незваничних утакмица са 56 постигнутих голова. Са Динамом је освојио Првенство Југославије 1948. године, а у њему остао до 1950. године, када је завршио играчку каријеру.
За фудбалску селекцију Загреба одиграо је 24 утакмице у периоду од 1935. до 1949. године. За репрезентацију Југославије одиграо је 6 утакмица, дебитовао 9. маја 1937. године на пријатељској утакмици против селекције Мађарске у Будимпешти, на позицији левог крила. У периоду од 1941. до 1944. године Плеше је играо на 13 утакмица за репрезентацију НДХ, за коју је постигао 4 гола. За НДХ, први пут је наступио 1941. године против Нацистичке Немачке у Бечу, а последњу утакмицу одиграо 1944. године, против репрезентације Словачке у Загребу.
Последњу утакмицу за репрезентацију Југославије одиграо је 9. маја 1946. године против репрезентације Чехословачке у Прагу, уједно у првом послератном сусрету репрезентације Југославије. Плеше спада међу седморицу репрезентативаца Југославије који су носили национални дрес пре и после Другог светског рата, заједно са Љубомиром Ловрићем, Срђаном Мркушићем, Франеом Матошићем, Звонимиром Цимерманчићем, Фрањом Велф и Мирославом Брозовићем.
Након завршетка играчке каријере тренирао је Слободу Тузла, ХНК Дубровник 1919, НК Трње Загреб, НК Дубрава Загреб и ЖНК Лото Загреб 1978. године.

## Наступи за репрезентацију Југославије
| #  | Датум             | Место      | Противник    | Резултат | Гол | Такмичење                                |
| -- | ----------------- | ---------- | ------------ | -------- | --- | ---------------------------------------- |
| 1. | 9. мај 1935.      | Будимпешта | Мађарска     | 1:1      | 0   | Пријатељска утакмица                     |
| 2. | 6. јун 1937.      | Београд    | Белгија      | 1:1      | 0   | Пријатељска утакмица                     |
| 3. | 1. август 1937.   | Београд    | Турска       | 3:1      | 1   | Пријатељска утакмица                     |
| 4. | 3. октобар 1937.  | Праг       | Чехословачка | 5:4      | 2   | Куп пријатељских земаља                  |
| 5. | 10. октобар 1937. | Варшава    | Пољска       | 4:0      | 0   | Квалификације за Светско првенство 1938. |
| 6. | 9. мај 1946.      | Праг       | Чехословачка | 2:0      | 0   | Квалификације за Светско првенство 1938. |